# 호쿠에쓰 전쟁
호쿠에쓰 전쟁(北越戦争)은 보신 전쟁의 중 하나로, 나가오카 번(현재, 니가타현 나가오카시) 주변 지역에서 일어난 일련의 전투이다.

## 배경
1868년 사쓰마번, 조슈번을 중심으로 하는 메이지 신 정부군은 교토근교에서 일어난 도바 후시미 전투에서 승리, 동쪽 정벌군을 조직하여 도카이도, 도산도, 호쿠리쿠도로 나누어 진군하였다. 호쿠리쿠도로 진군한 신정부군은 야마가타 아리토모와 구로다 기요타카를 호쿠리쿠도 진무 총독부 지휘관으로 두고 있었다. 신정부군은 에치고에서 구 막부군의 평정과 아이즈번토벌을 위해, 나가오카에서 가까운 오지야（현재, 니가타 현 오지야시）를 점령하였다.
나가오카 번은, 대정봉환이후에도 도쿠가와 가를 지지하였고, 나가오카 번주 마키노 다다쿠니와 그 위 가로(家老), 군사총독 가와이 쓰구노스케의 슬하로 군사고문으로 프로이센 상인 쉬넬 형제를 초빙하여 독자적으로 개틀링 포 2문을 구입하고 프랑스 신형 총 2,000자루를 구입하는 등, 화기, 병기를 구입하여 부국강병에 노력하였다.

또한 가와이의 지도 아래, 복종파인 야스다 료조(安田鉚蔵)등을 물리치고 번론(藩論)을 무장 중립론으로 통일시켰다. 아이즈번은 사가와 간베를 사자로 하여 나가오카 번에게 오우에쓰 열번 동맹에 참가를 제의하였지만, 가와이는 동맹 참가를 거절하였다.

## 오지야 담판
음력 5월 2일（6월 21일）가와이는 나가오카 침공중지와 아이즈 번의 사면을 요구하기 위해 신정부군의 군감 이와무라 다카토시와 같이 오지야의 지켄사(오지야 시)에서 회담하였다. 하지만 이와무라는 가와이의 탄원을 일축, 담판은 결렬되었다. 5월 4일（6월 23일）나가오카 번은 어쩔 수 없이 오우에쓰 열번 동맹에 정식으로 참가, 시바타번등 다른 에치고 다섯 번도 계속해서 동맹에 참가하였다. 이로 인해 나가오카 번과 신정부군의 사이에서 싸움이 시작되었다.

## 전투
오우에쓰 열번 동맹측은 니가타 항에서 무기탄약 조달을 의지하고 있었기 때문에, 이곳을 제압하는 것이 신정부군에 있어서 매우 중요한 과제였다. 또한, 니가타를 제압함으로써 쇼나이(庄内)방면 및 아가노 강을 통하는 아이즈 방면으로의 루트를 장악할 수 있었다. 니가타 항에는 아이즈 번, 요네자와번병사 등 구막부군이 경비와 방어를 위해 주류하고 있었다.
오지야 담판 결렬 후, 나가오카 번은 셋타야(摂田屋, 나가오가 시)의 고후쿠 사(光福寺)에 본진을 두고, 먼저 신정부군이 점령한 에노키 고개（나가오카 시 ~ 오지와 시）를 공격, 탈환한다. 신정부군은 탈취된 에노키 고개를 공격하기 위해 아사히 산（오지야 시） 확보를 목표로 준비를 진행시켰다. 야마가타가 전선을 벗어나 자리를 잠시 비운 사이에 도키야마 나오하치가 공격을 개시, 아사히 산 정상에 진을 치고 다쓰미 나오후미가 이끄는 구와나번, 나가오카 번 병사와 싸우지만, 도키야마는 전사, 신정부군은 패주한다. 신정부군은 작은 번인 나가오카 번의 완강한 저항에 의해 피해를 입었다.
교착상태인 전세를 타파하기 위해 신정부군은 5월 19일 요이타번의 고용상인에게서 배를 원조받아 시나노강을 도하하여 나가오카 성 아래로 기습공격을 하였다. 당시, 나가오카 번을 시작으로 동맹군 주력부대는 에노키 고개 등의 수비로 인해, 성 아래는 텅 빈 상태였다. 성은 불과 반나절만에 낙성, 나가오카 번 병사는 도치오(栃尾)로 퇴각하였다. 하지만 신정부군에게는 추격할 여력이 없었기 때문에 나가오카 번 병사는 태세를 정비하고 가모(加茂)에 집결. 그 후 이마 마을（미쓰케시）을 탈환하여 신정부군과 서로 대립하였다. 핫쵸오키의 공방 끝에 7월 24일 (9월 10일) 동맹군은 나가오카 성을 다시 탈환하였고, 삿쵸군(사쓰마+조슈)은 패주하였다. 한번 낙성한 성이 탈환 된 것은 군사적으로 이례적인 사태였다. 이 사태에 신정부군은 혼란상태에 빠졌다. 하지만 이 전투에서 나가오카 번측도 큰 피해를 입었고, 가와이도 다리에 탄환을 맞아 부상을 입었다.
불과 5일 후인 7월 29일（9월 15일）신정부군은 재공세를 펼쳐 나가오카 성을 다시 점령하였고, 같은 날 아이즈 번 병사, 요네자와 번 병사들이 지키는 니가타가 함락되었다. 이로 인해 에치고 전 지역은 신정부군의 지배하에 들어갔다. 8월 16일（10월 1일）가와이는 아이즈로 멀리 달아나는 도중에 무릎의 부상으로 파상풍이 병발, 아이즈 시오자와(다다미 마을(只見町))에서 사망하였다. 이 이후, 구 막부군과 신정부군의 전투는 도호쿠 지방으로 중심을 이동하였다.(아이즈 전쟁)